# Angraecum umbrosum
Angraecum umbrosum là một loài thực vật có hoa trong họ Lan. Loài này được P.J.Cribb mô tả khoa học đầu tiên năm 1985.